# Lecidea promixta
Lecidea promixta är en lavart som beskrevs av Nyl. Lecidea promixta ingår i släktet Lecidea och familjen Lecideaceae.  Arten är reproducerande i Sverige. Inga underarter finns listade i Catalogue of Life.